# 미가야

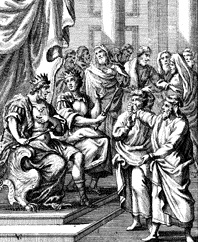

미가야 (이믈라의 아들)는 '이믈라의 아들 미가야'는 열왕기상의 마지막인 22장과 역대하 18장에 등장하는 예언자로, 북이스라엘 아합왕 때에 활동한 예언자이다. '미가야'라는 이름의 뜻은 '누가 여호와와 같은가?'로, 아합의 죽음을 예언했다.

## 역사적 배경
이믈라의 아들 미가야는 열왕기상 22장과 역대하 18장에서 등장한다. 미가야는 시리아와의 전쟁을 일으키기 위해 북이스라엘과 남유다 왕국이 군사적 협정을 맺기 위한 협의 과정 속에 등장한다. 북이스라엘의 아합은 3년 전 아벡전투에서 시리아에게 승리했었다. 그리고 결과로 과거 북이스라엘의 땅이었던 길르앗라못을 돌려받기로 약속하고 시리아의 왕 벤하닷을 살려준다. 하지만 벤하닷의 그 약속은 지켜지지 않았다. 아합 왕에게 반환되기로 한 요단 동편 길르앗라못은 상업 및 군사도로의 요충지였기 때문이다. 이에 아합은 시리아와 다시 전쟁을 일으켜서 약속한 길르앗라못 땅을 탈환하기로 결정한다. 그리그 이 전쟁을 위해 남유다의 여호사밧이 함께 할 것이 요청된다. 아합과 여호사밧은 전쟁에 임하기 전, 이스라엘 민족의 전통대로 그들의 신 야훼에게 뜻을 묻기로 정하고 예언자들을 모으게 된다. 이 때에 400명의 예언자들과 더불어 이믈라의 아들 미가야가 등장하게 된다. 북이스라엘 아합 왕과 남유다의 여호사밧 왕이 동맹을 맺고 전쟁에 참여하기 전, 예언자들을 모아 신탁을 듣게 된다. 아합 왕은 400명의 예언자들을 데려와 예언하게 했고 그들의 대표하는 예언자 시드기야와 400명의 예언자들은 전쟁에서 승리할 것을 이야기 했다. 하지만 남유다의 여호사밧 왕은 의심하게 되고 다른 예언자를 찾게 된다.

## 미가야의 예언의 내용
아합과 여호사밧은 다른 400명의 예언자처럼 미가야도 긍정적인 예언을 할 것을 기대했다. 하지만 미가야는 하나님의 이름으로 진실을 말해야 게다고 맞서며 그들과는 전혀 다른 예언을 선포한다. 미가야는 이 전쟁이 실패하고, 왕이 죽게되며 사람들이 목자없는 양 같이 흩어지게 될 것이라는 절망적인 예언을 선포한다.
[저가 가로되 내가 보니 온 이스라엘이 목자 없는 양같이 산에 흩어졌는데 여호와의 말씀이 이 무리가 주인이 없으니 각각 평안히 그 집으로 돌아 갈 것이니라 하셨나이다](왕상 22:17, 개역개정)
또한 미가야는 자기가 본 하늘나라 회의의 환상에 대해 이야기하며, 앞선 400명의 예언은 거짓 영이 그들을 꾐으로 선포된 잘못된 예언임을 지적한다.
[미가야가 가로되 그런즉 왕은 여호와의 말씀을 들으소서 내가 보니 여호와께서 그 보좌에 앉으셨고 하늘의 만군이 그 좌우편에 모시고 섰는데 여호와께서 말씀하시기를 누가 아합을 꾀어 저로 길르앗 라못에 올라가서 죽게할꼬 하시니 하나는 이렇게 하겠다 하고 하나는 저렇게 하겠다 하였는데 한 영이 나아와 여호와 앞에 서서 말하되 내가 저를 꾀이겠나이다](왕상 22:19-21,개역개정)

## 예언의 성취
아합은 이 불길한 예언이 참인지 거짓인지 판명이 되기까지 미가야를 옥에 가두고 고생의 떡과 물을 마시도록 했다(왕상 22:24- 28). 그러나 아합은 전쟁터인 길르앗라못으로 올라가서 아람왕의 병사들과 더불어 싸우다가 한 병사가 우연히 쏜 화살에 맞아 죽고 말았다(왕상 22:29-36).